# Only One Flo (Part 1)
Only One Flo (Part 1) es el tercer álbum de estudio del cantante de hip hop estadounidense Flo Rida, lanzado el 30 de noviembre de 2010, a través de Atlantic Records y su propio sello Poe Boy Entertainment. Los sencillos del álbum fueron "Club Can't Handle Me" y "Turn Around (5, 4, 3, 2, 1)", los cuales fueron lanzados en junio y noviembre de 2010, respectivamente. El álbum recibió críticas mixtas de la crítica y fue considerado como un fracaso comercial, vendiendo 11.000 copias en su primera semana en los Estados Unidos y alcanzando el número 107 en el Billboard 200.

## Antecedentes
"Only One Flo (Part 1)" es esencialmente un álbum doble, la primera parte de "Only One Flo (Part 2)". El álbum cuenta con apariciones especiales de Git Fresco, Akon, Morgan Laza, Kevin Rudolf, Ludacris, Gucci Mane y se suponía originalmente que también habría apariciones de Lil Wayne y Jay Rock. Algunos productores que han colaborado con Flo Rida en el álbum son Axwell, DJ Frank E, Dada Life, Infinity, Antario "Tario" Holmes, Dr. Luke, Max Martin, Benny Blanco, Boi-1da, Dean Ester, Los Da Mystro, David Guetta, Riesterer Frédéric, Knobody, Slade, Wayne-O, Mike Caren y David Siegel.

## Sencillos
Un sencillo promocional, titulado "Zoosk Girl", que cuenta con T-Pain, fue publicado en Internet, aunque la canción no aparece en el álbum, solamente tiene su propio vídeo musical. El 28 de junio de 2010, Flo Rida lanzó la canción "Club Can't Handle Me" (con David Guetta), que se dijo ser el primer sencillo oficial del álbum. La canción también fue presentada en la banda sonora de la película Step Up 3D. El 2 de noviembre de 2010, "Come with Me" fue lanzado como el primer sencillo promocional del álbum, junto con "Puzzle", producido por y con Electrixx, aunque no aparece en el álbum. El 16 de noviembre de 2010, "Turn Around (5, 4, 3, 2, 1)" fue lanzado como el segundo sencillo oficial de promoción para el álbum a través de la iTunes Store. Se estrenó en el Australian Singles Chart en la posición 34 el 29 de noviembre de 2010. Después del lanzamiento del álbum en el Reino Unido, "Who Dat Girl" comenzó a recibir una fuerte cantidad de descargas, lo que provoca que su debut se produzca en la posición 136 en el UK Singles Chart.

## Lista de canciones
| N.º   | Título                                                      | Producer(s)                        | Duración |  |
| 1.    | «On and On» (con Kevin Rudolf)                              | Axwell                             | 2:58     |  |
| 2.    | «Turn Around (5, 4, 3, 2, 1)»                               | DJ Frank E, Dada Life              | 3:20     |  |
| 3.    | «Come with Me»                                              | Infinity; Antario "Tario" Holmes   | 3:02     |  |
| 4.    | «Who Dat Girl» (con Akon)                                   | Dr. Luke, Max Martin, Benny Blanco | 3:19     |  |
| 5.    | «21» (con Laza Morgan)                                      | Boi-1da, Ester Dean                | 3:52     |  |
| 6.    | «Respirator»                                                | Los Da Mystro                      | 3:12     |  |
| 7.    | «Club Can't Handle Me» (con David Guetta)                   | David Guetta, Frédéric Riesterer   | 3:52     |  |
| 8.    | «Why You Up in Here» (con Ludacris, Git Fresh y Gucci Mane) | Knobody, Slade, Wayne-O            | 3:36     |  |
| 27:11 |                                                             |                                    |          |  |

| iTunes deluxe edition bonus track |                                                             |                          |          |  |
| N.º                               | Título                                                      | Productor(es)            | Duración |  |
| 9.                                | «Momma»                                                     | Mike Caren, David Siegel | 2:53     |  |
| 10.                               | «Club Can't Handle Me» (vídeoclip musical con David Guetta) | Marc Klasfeld            | 3:54     |  |